# Rapa Nui – A világ közepe
A Rapa Nui – A világ közepe (eredeti cím: Rapa Nui)  1994-ben bemutatott történelmi, romantikus dráma.
A történet a Húsvét-sziget lakói által okozott tragédiát (a sziget növényzetének esztelen kiirtását), a társadalmi megosztást és a személyes ambíciók összeütközését beszéli el.

## Cselekménye
|  | Alább a cselekmény részletei következnek! |

Húsvét-sziget, a moaik aktív építésének idején.
A szigeten élők két csoportra oszlanak: az uralkodó osztály a „hosszúfülűeké”, akiknek fülcimpájában fából készült korong van, ami a fülcimpát akár egészen a vállig megnyújtja, a dolgozók pedig a „rövidfülűek”, akik fülcimpájában nincs ilyen eszköz. A két csoport tetoválásai és fejdísze is különbözik. Az uralkodó osztály vallási okokból, az istenek kegyének elnyerése céljából a dolgozókkal egyre nagyobb szobrokat építtet.
Ariki-mau már húsz éve a sziget királya. Az ősi legendákban szereplő „fehér hajó”-t várja, ami el fogja vinni a mennyországba. Ehhez a szobrok építésén kívül még az évente megtartott verseny megnyerésére is szükség van, aminek győztese egy évig „a madarak ura”, formálisan pedig az adott törzs főnöke viseli a címet. A főnök tanácsadója egyre nagyobb szobrok építését tanácsolja, amit a dolgozók zúgolódva fogadnak. Ariki-mau elutasítja a legutolsó szobrot, mondván, hogy „túl kicsi”. A tanácsadó kíméletlenül megöl egy rövidfülű öregembert, aki tiltott halfajt fogott ki (aminek fogyasztása a hosszúfülűeknek van fenntartva).
A hosszúfülű Noro és a rövidfülű Ramana egymásba szeretnek. Mindkettejük apját kiátkozták, más okból: Ramana apja építette azt a hajót, amin Noro apja örökre elhagyta a törzset.
Ariki-mau közli Noróval, az unokájával, hogy neki kell versenyeznie a nevében és megszereznie „a madarak ura” címet. Ha győz, feleségül veheti Ramanát, akinek a hátralévő hat holdhónapban egy szűk barlangban kell tartózkodnia (ahol még felállni sem tud), mert „nem elég világos a bőre”.
Noro egyik éjszaka élelmet visz gyerekkori barátjának, a rövidfülű Makénak, és arra kéri, hogy segítsen neki a versenyre való felkészülésben. Make azonban elutasítja, hogy segítsen, és közli vele, hogy a barátságuknak vége. Ugyanis Make is szereti Ramanát. Noro Ramana kitiltott apját, a hajókészítőt keresi meg, aki egy különálló barlangban él, de ő is elutasítja, hogy segítsen Norónak. Később azonban meggondolja, és kemény edzésnek veti alá Norót. Noro éjszakánként Ramana barlangja előtt alszik (a barlang egy ráccsal el van zárva, amin keresztül csak beszélgetni tudnak, de nem látják egymást). Noro időnként élelmet visz Ramanának. Időnként Make is meglátogatja a lány barlangját, bár ő megmondja neki, hogy Norót szereti.
A rövidfülűek éheznek, mert a király sürgeti a szobor építését, így nem jut elég idő élelmiszert termelni. A termelt élelem javát a hosszúfülűek kapják, akik nem dolgoznak.
Amikor a madarak megérkeznek, eljön a madárember-verseny napja. A rövidfülűek kiharcolják, hogy nagyobb élelmiszer-adagot kapjanak, és hogy rövidfülű is versenyezhessen. Make jelentkezik a versenyre. Ha ő győz, feleségül veheti Ramanát, ha viszont veszít, meg kell halnia. Összesen kilenc versenyző indul rohanva a meredek hegyoldalon a tengerpart felé. Egyikük már a elején megcsúszik, és a lenti sziklákra esve halálát leli. A többieknek át kell úszniuk egy közeli, lakatlan, meredek sziklára, ahol füstös csérek fészkelnek.  A győztesnek egyetlen tojást kell visszahoznia, felmászni a sziget csúcsáig és épségben átnyújtania a klánja vezetőjének, aki a kiindulási helyen vár rá. A versenyzők rendkívül sportszerűtlen módon egymást akadályozva, letiporva, kövekkel dobálva és a másik tojását összetörve igyekszenek elsők lenni. Egyikük combja megsérül egy éles sziklán, őt a visszaúton egy cápa támadja meg. Make ér fel leghamarabb a saját törzse főnökéhez, de az utolsó lépésnél megbotlik, és összetöri a tojást. Végül Noro lesz a győztes. A kilenc indulóból csak hárman érnek vissza (a harmadik egy darabig mindkettejüket akadályozza a lábukat fogva). Így Ariki-mau marad a sziget főnöke.
Ariki-maunak igen rossz az egészségi állapota: sorban hullanak ki a fogai és véres a vizelete. Tanácsadója ezeket nem tekinti aggasztó jelnek, mert a szeme előtt ott van az új király: Noro.
Ramanát a verseny előtt kihozzák a barlangból. A lány szemei csukva vannak, és még jó ideig nem lát velük. A verseny végén, amikor Noro odamegy hozzá, kiderül, hogy terhes.
Ekkor váratlanul egy jéghegy tűnik fel. Ariki-mau rendkívül megörül, hogy megérkezett a legendás „fehér hajó”, ami el fogja vinni a mennyországba, az istenekhez. A törzs több katamaránnal megközelíti a jéghegyet, amire Ariki-mau és néhány kísérője mászik fel, majd elbúcsúznak a többiektől. Ariki-mau a tanácsadót is hívja, de ő elutasítja és Noro mellett marad. Időközben a szigeten az összes pálmafát kivágták.
A tanácsadó újabb szobrot akar építtetni, azonban a rövidfülűeknek elegük van és fellázadnak. A tanácsadót Make megöli, majd nyílt lázadás tör ki. A két csoport összecsap, sokan meghalnak. Noro ekkor Ramana mellett van (aki még nem nyerte vissza a látását), de az események helyszínére rohan, ahol előbb leütik, majd meg akarják ölni, de Make megkegyelmez neki. Noro visszarohan oda, ahol Ramanát hagyta, de a lány nincs sehol. Végül az apja barlangjánál találja, ahol időközben megszülte gyermeküket, egy kislányt. Ramana apja nászajándékként egy kis vitorlás csónakot ad nekik, és arra biztatja őket, hogy menjenek el a szigetről. Noro és Raman nekivág az ismeretlennek.
A befejező szöveg szerint az 1500 km-re lévő Pitcairn-szigeteken lévők genetikai állománya a Húsvét-szigeten élőktől való származásra utal.
|  | Itt a vége a cselekmény részletezésének! |

## Szereplők
| Karakter  | Színész          | Magyar hang     |
| --------- | ---------------- | --------------- |
| Noro      | Jason Scott Lee  | Lippai László   |
| Make      | Esai Morales     | Gesztesi Károly |
| Ramana    | Sandrine Holt    | Balázs Ági      |
| Ariki-mau | Eru Potaka Dewes | Szabó Ottó      |
| Tupa      | George Henare    | Dózsa László    |

## Megjelenése
1994. szeptember 1. Magyarország

## Fogadtatás
A prűd és anyagias szemléletű filmkritikusok fanyalogva fogadták (az alkotók korábbi, anyagilag ugyancsak sikertelen alkotásait emlegetik fel), mások elismerik dokumentarista-jellegét, és hogy a történet tudományosan elfogadott körülmények között játszódik.
Roger Ebert filmkritikus 2 csillagot adott a filmre a lehetséges 4-ből és méltatlan módon csak a filmben látható meztelen női melleket dicséri.
A nézők sokkal pozitívabban viszonyulnak a filmhez, ami egyrészt az eredeti, háborítatlan helyszínt, a Húsvét-szigetet ábrázolja (ahol jelenleg sincs állandó lakosság vagy épület), logikus magyarázatot ad a moaik építési, szállítási módjára, a növényzet kiirtására, a bennszülöttek kihalására, és nem utolsósorban izgalmas Rómeó és Júlia történet.

## Díjak, jelölések
Elnyert díj:
- 1995, Political Film Society, USA – „demokrácia” kategória

## A film készítése
A filmet ténylegesen a Húsvét-szigeten forgatták, ami jelentősen megnövelte a költségeket. A szigeten a forgatás ideje alatt az időjárás kedvezőtlen volt, a színészek a forgatások szünetében kabátot viseltek.

## Forgatási helyszínek
Húsvét-sziget

## Fordítás
- Ez a szócikk részben vagy egészben  a   Rapa Nui című angol Wikipédia-szócikk fordításán alapul.  Az eredeti cikk szerkesztőit annak laptörténete sorolja fel. Ez a jelzés csupán a megfogalmazás eredetét és a szerzői jogokat jelzi, nem szolgál a cikkben szereplő információk forrásmegjelöléseként.